# Aleuroputeus baccaureae
Aleuroputeus baccaureae es un hemíptero de la familia Aleyrodidae, con una subfamilia: Aleyrodinae.
Fue descrita científicamente por primera vez por Corbett en 1935.